# Metteniusa santanderensis
Metteniusa santanderensis är en tvåhjärtbladig växtart som beskrevs av G. Lozano-c. Metteniusa santanderensis ingår i släktet Metteniusa och familjen Metteniusaceae. Inga underarter finns listade.